# (3230) Вампилов
(3230) Вампилов (лат. Vampilov) — типичный астероид главного пояса, открыт 8 июня 1972 года советским астрономом Николаем Черных в Крымской астрофизической обсерватории и 2 апреля 1988 года назван в честь прозаика и драматурга Александра Вампилова.

## Обнаружение и именование
(3230) Вампилов
Открыт 8 июня 1972 года в Научном Н. С. Черных.
Назван в память о талантливом советском драматурге Александре Валентиновиче Вампилове (1937—1972).
Оригинальный текст (англ.)3230 Vampilov
Discovered 1972-06-08 by Chernykh, N. at Nauchnyj.
Named in memory of Aleksandr Valentinovich Vampilov (1937—1972), talented Soviet dramatist.
Источники: DISCOVERY.DB; M.P.C. 12972.

## Орбита

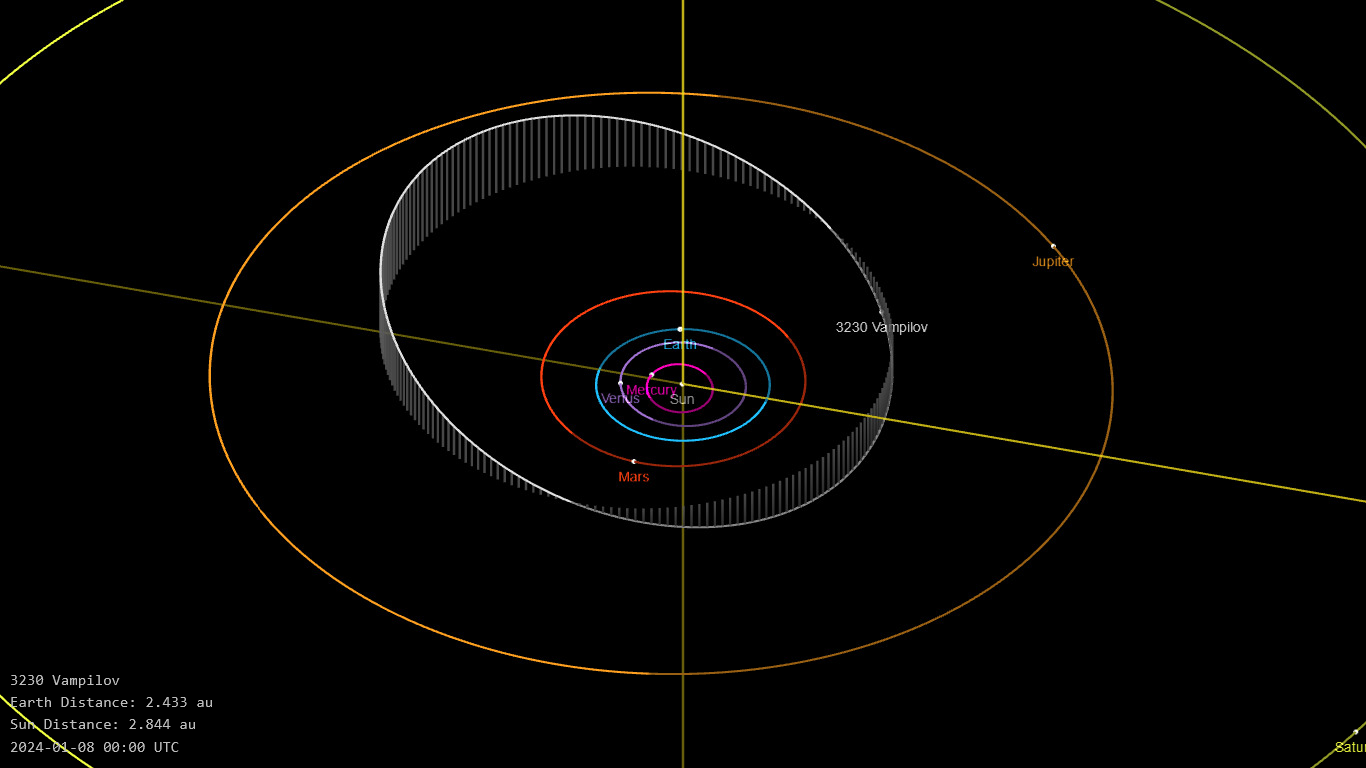
Орбита астероида Вампилов и его положение в Солнечной системе

## Физические характеристики
Астероид относится к таксономическому классу C.
По результатам наблюдений в инфракрасном диапазоне орбитальной обсерватории IRAS и спутника Akari и наблюдений в видимом и ближнем инфракрасном диапазоне космического телескопа NEOWISE диаметр астероида сначала оценивался равным 23,46±1,3 км, позже — 22,759±0,319 км, 23,35±0,38 км, 18,72±7,04 км и 22,11±6,45 км. Согласно тем же источникам альбедо оценивается как 0,0423±0,005, 0,0450±0,0095, 0,044±0,002, 0,045±0,009, 0,061±0,055 и 0,041±0,027.